# San Juan Indijanci
San Juan Indijanci, pleme Tewa Indijanaca, grupe Tanoan, naseljeni na istoimenom pueblu (povijesno San Juan Pueblo, a danas San Juan de los Caballero) u Novom Meksiku na rijeci Rio Grande. U njegovoj blizini je još davne 1598. godine, Juan de Oñate osnovao prvu franjevačku misiju posvećenu sv. Ivanu Krstitelju (šp. San Juan), dok indijanci svoj pueblo nazivaju O'ke Ovinge (tanoan za "Zemlja snažnih ljudi"). Preci San Juana bili su snažan narod, a čuveni vrač Popé poveo je 1680. godine San Juan indijance u ustanak, u povijesti poznat kao Pueblo buna 1680 ili Popéov ustanak. 
Pueblo ima površinu od 6,6 ha i nalazi se 40 km od Santa Fea, na visini od 1,726 m.  Prema popisu iz 2000. godine, San Juan de los Caballero je imao 3.357, a cijeli pueblo 6.748 stanovnika. Ova zajednica i danas je napredna i u njemu je sjedište plemenskog vijeća Osam sjevernih indijanskih puebala (Eight Northern Indian Pueblos Council) i neprofitne organizacije Oke-Oweenge Crafts Co-Op koja prodaje tradicionalnu terakotnu lončariju, tkanine, slike i ostale rukotvorine iz ostalih osam sjevernih puebla.
Glavna svečanost im je 24. lipnja u čast sv. Ivana Krstitelja.